# Fundació Grup Set
La Fundación Grup Set (nombre original en catalán: Fundació Grup Set) es una fundación española con sede en Barcelona (Cataluña), que nació en 1987 por iniciativa de siete empresarias y profesionales, que tenían en común la idea de promover y fortalecer la sociedad civil, para hacer de altavoz de temas de interés para sociedad en los círculos de poder. El grupo de las siete estaba compuesto por  Adela Subirana, Adriana Casademont, Magda Ferrer-Dalmau, M. Pilar Vives, Merçé Solernou, Josefa Sánchez. La presidencia la asumió Adela Subirana.
El grupo se constituyó formalmente como fundación privada en 1993. Desde aquellos años iniciales, se han ido incorporando más personas que defienden las mismas ideas y objetivos, que se han mantenido a lo largo de los años.
En 2015 Nuria Basi tomó el relevo de Subirana en la presidencia e Isabel Segura en la dirección ejecutiva. Y en 2016 ampliaron su ámbito de actuación a Andalucía, además de Cataluña y Madrid.

## Objetivos
El objetivo de Grup Set es "hacernos eco de las opiniones e inquietudes de la sociedad civil, creando espacios y proyectos capaces de establecer puentes para el diálogo". 
Se organiza como grupo de opinión abierto al mundo empresarial y de profesional cuya finalidad es que se escuche y se tome en consideración las necesidades y proyectos que surgen de la sociedad civil. Su compromiso es reforzar mediante sus actuaciones la consecución de sus objetivos, aprovechando su estatus profesional, sus potencialidades personales y la fuerza empresarial de sus patronas. 

## Historia

### Las fundadoras
La iniciativa de crear Grup Set partió en 1987 de siete empresarias de reconocido y consolidado prestigio: Adela Subirana Cantarell, presidenta de la Cámara de Comercio de Barcelona y consejera de Sacyr; Adriana Casademont Ruhi, presidenta de Casademont S.A.; Magda Ferrer-Dalmau, de Hijos de Ferrer Dalmau; M. Pilar Vives Valls, de Partner Strategic Alliances y Global Iberian Gourmet; Merçé Solernou Fabre, Presidenta de Merçès; Josefa Sánchez García (Pepi Sánchez), Directora del programa ODAME Barcelona Activa. La presidencia de la Fundació Grup Set recayó Adela Subirana.
El Grup Set comenzó su actividad en 1987, bajo la presidencia de Adela Subirana. En 1993 decidieron constituirse como fundación privada, pasando a denominarse Fundació Grup Set.

### Fase de crecimiento
En 2004 Grup Set creció al ser admitidas para formar parte del mismo nuevas personas. Además de las siete iniciales, se incorporaron a la membresía Eugenia Bieto Caubet, directora general Adjunta de ESADE; Bettina Götzemberger, Consejera Delegada de Lo Más Legal; Maruja Moragas, de IESE Business School; Asunción Ortega Encisa, Presidenta de Invercaixa y más tarde patrona de la Fundación Bancaria “la Caixa”; y Mireia Perelló Riera, de Gasull Perelló scp.
Y en 2009 se integraron en la membresía Nuria Bassols Muntada, Magistrada del Tribunal Superior de Justicia de Cataluña; Anna Vicens Rahola, Consejera Delegada y más tarde Directora de Ediciones de la Editorial Vicens Vives; Silvia Coppulo, Presidenta de ECOS Comunicació i Humanitats; Theresa Zanatta, Presidenta de Formación y Edición Ohana; Nani Marquina, diseñadora y presidenta de Nanimarquina; Ares Siurana Tarragona, abogada; Carmen Mur Gómez, presidenta de Impulsió de Negocis; Pilar de Torres, Presidenta de Ifercat; Nuria Basi Moré, presidenta de Basi y Armand Basi; Ana Maiques Valls, CEO de Starlab Barcelona SL; Esther Bombeli Escarra, directora general de Anima Hotels; Isabel Segura Roda, directora general de SIF-Bcn; Inmaculada Amat Amigó, directora general de Amat Immobiliaris; y Rosa Curt, Relaciones Externas de IQS. 

### Fase de innovación y expansión
En 2015, Grup Set renovó la directiva, procediendo a crear un sistema de presidencia rotativa y a incorporar una dirección ejecutiva. La nueva presidenta del Patronato fue Nuria Basi, que dio el relevo a Adela Subirana tras 18 años al frente del grupo, y la directora general fue Isabel Segura. Se mantuvieron intactos los objetivos, siempre sensibles a las preocupaciones de la sociedad civil  y centrados en intentar servir de puente entre la misma y las entidades, privadas o públicas con incidencia en el cambio.
En esta fase se unen a Grup Set Mª Teresa Bassons Boncompte, consejera de Caixabank; Susana Bleiter Terrer, abogada y economista; Beatriz Grande Pesquero, Socia Directora de Relaciones Institucionales de Chávarri Abogados; Elena Massot Puey, Consejera Delegada del Grup Inmobiliari Vertix; Mercè Ribera, Vicepresidenta de LatinoAmérica de Atrevia; Chelo Tonijuan Pujol, Presidenta de Companya General Càrnia SA; y Helena Torras de la Serna, Managing Partner de Paocapital.

## Actividades
Sus líneas de actividad se centran en dos áreas: dar su opinión como entidad interlocutora de la sociedad civil ante los medios de comunicación y entidades públicas y privadas que lo solicitan; y organizar eventos propios para generar reflexión para lograr una sociedad más participativa y responsable. Exponen su pensamiento en temas como la gestión del tiempo, la visibilidad del talento femenino, el paro y las nuevas profesiones, los adelantos tecnológicos, la corrupción, la ciberseguridad…
La celebración de jornadas temáticas y debates para el diálogo está de forma continua en su agenda, como la herramienta más efectiva para escuchar, reflexionar, madurar las opciones de futuro y extraer conclusiones sobre las cuestiones de interés de la sociedad civil, animando a participar a las partes implicadas. Las conclusiones son recogidas en publicaciones que sirvan para la investigación posterior, editadas por Vicens Vives.
Entre otros éxitos en el camino de la igualdad, en 2001, lograron que el Círculo del Liceo de Barcelona aceptara mujeres como socias. Tras haber sido rechazado su ingreso, diez mujeres (entre ellas Subirana, presidenta de Grup Set) hicieron presión para que el tema fuera abordado y votado en una asamblea. Esta duró ocho horas y el sistema de voto fue el de las bolas negras, que el Círculo del Liceo tiene previsto para ser utilizado "para casos flagrantes de personas indeseables". Joan Anton Maragall, presidente dimisionario de la entidad, afirmó que nunca llegó a imaginar que las bolas negras pudieran ser usadas contra las mujeres por el solo hecho de serlo. A pesar de las dificultades, la decisión se tomó por 373 votos contra 279, por lo que las mujeres pueden ser socias desde el inicio del siglo XXI.
Además apoyan y desarrollan campañas centradas en cuestiones que son de interés para la fundación como la promoción del uso del transporte público con "Arribi abans" en 1990, de la cultura entre la ciudadanía, de la "Operación Telón" tras el incendio en el Liceo de Barcelona. En el Palau de la Música de Barcelona, han colaborado para difundir conciertos de Roberto Gabianni y Riccardo Muti, en dos ocasiones más otra en el proyecto "Liceu en la calle Macbeth” en 2006. Crearon el evento "El alma del Liceo" en 2012 en Las Ramblas de Barcelona. En la Universidad de Barcelona (UB), han promovido conferencias de Duran i Lleida o de Riccardo Muti. Han colaborado en eventos como "BCN Ciudad olímpica. Cumbre empresarial" en 1992, “Vivir y Convivir” en el Fórum Mundial de las Culturas en 2004 o el Concierto de la Concordia en 2006.
En 2014, organizaron la jornada "La cultura del encuentro" en el Caixa Forum de Madrid con Plataforma del Tercer Sector y otras entidades colaboradoras como Fundación La Caixa, Fundación Astigi o Fundación Alhambra. Desde 2016, ampliaron su área de influencia fomentando eventos en Andalucía, además de en Cataluña y Madrid, colaborando con la Universidad Pablo de Olavide de Sevilla y Centro de Debate y Desarrollo, para organizar las jornadas bianuales "Terapia contra la corrupción" que busca en camino de la ética y los valores para vivir en una sociedad mejor.

## Premio "El ciudadano que nos honra"
Grup Sete otorga el galardón "Ciudadano que nos honra" con el que han reconocido la labor por una sociedad mejor a destacados personajes como Ramón Trias Fargas en 1989, Ruth A. Davis en 1991, Carles Ferrer Salat en 1993 , Pasqual Maragall i Mira en 1996, Carles Sentís i Aufruns en 1999, Miquel Roca i Junyent en 2005 o Fèlix Millet en 2009.

## Publicaciones
Las publicaciones recogen las conclusiones extraídas de las jornadas organizadas, a cargo del profesor Antón Costas, Presidente del Círculo de Economía, colaborador cercano y comprometido con la Fundació Grup Set:
- 2018 II Jornadas Terapia contra la corrupción[17][18][19]
- 2017 Ciberseguridad – Hackers / Crackers: un reto para la sociedad civil y las empresas[20][21][22][23][24]
- 2016 I Jornadas Terapia contra la corrupción[25][26][27]
- 2014 La Cultura del Encuentro[28][29][30][31][32]
- 2013 Creixement a través de l’esport femení d’equip[33]
- 2013 Joventut i Empreneduria
- 2011 Justicia y Sociedad: en busca del diálogo perdido[34][35][36]
- 2010 Jaume Vicens Vives, una Visión de Futuro[37][38]
- 2009 Mujeres Inmigrantes , Salud y Paz Social[39][40][41]
- 2007 Juventud Inmigrante, Empresa y Sociedad[42]
- 2004 La Sociedad Civil y la Inmigración
- 2001 Medios de Comunicación y la Sociedad Civil
- 1999 Del Estado del Bienestar a la Sociedad del Bienestar[43]
- 1998 La Sociedad Civil y los Nacionalismos[44][45][46]
- 1997 Presente y Futuro de la Sociedad Civil[47]